# St. Kilian (Sachsenhausen)

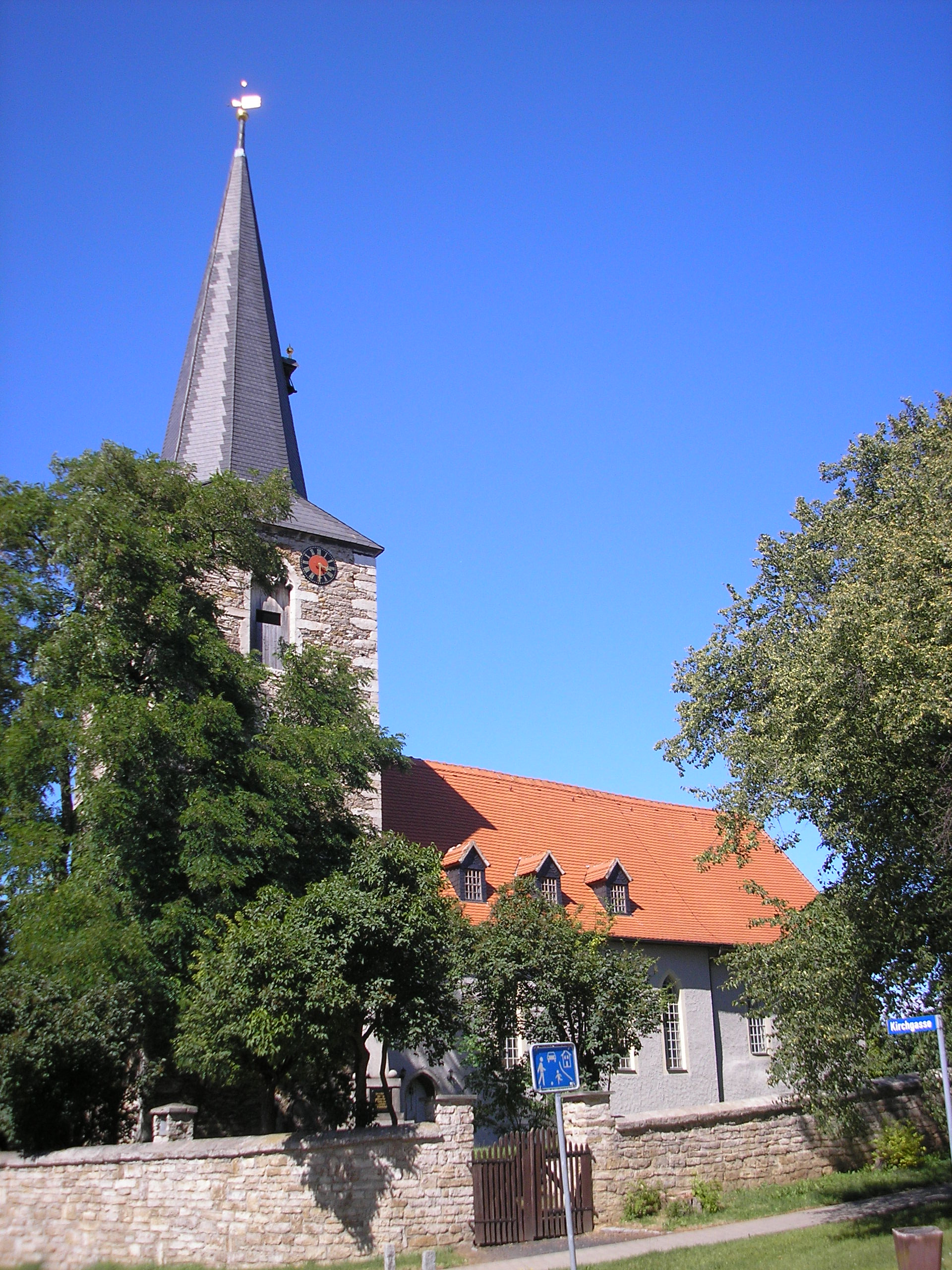
Kirche St. Kilian

Die evangelische Dorfkirche St. Kilian in Sachsenhausen im Landkreis Weimarer Land in Thüringen befindet sich im südlichen Teil des Dorfes und ist mit dem Kirchhof von einer Mauer umgeben. Die Kirchengemeinde gehört zum Kirchengemeindeverband Großobringen im Kirchenkreis Weimar der Evangelischen Kirche in Mitteldeutschland.

## Geschichte
Namensgeber des Gotteshauses ist der heilige Kilian.
Der erste Kirchenbau an dieser Stelle war eine Wallfahrtskapelle. Nach deren Abbruch wurde ab 1425 auf dem Standort die St.-Kilian-Kirche im frühgotischen Stil erbaut.
1597–1598 wurde der heutige Kirchturm aufgebaut. Die Kirche wurde 1990 restauriert.

## Beschreibung
Das Kirchengebäude wurde überwiegend aus Feldsteinen errichtet. Der später hinzugefügte Turm besteht auch aus Feldsteinen, er trägt eine achteckige Spitzhaube. Das Dach des inzwischen verputzten Haupthauses ist mit roten Ziegeln eingedeckt, relativ steil und verfügt über drei Gauben.
Aus der Bauzeit stammen der Flügelaltar, eingefügt in einen Hochaltar, ein überlebensgroßes Kruzifix und weitere sakrale Kunstwerke wie Reliquienköpfe aus der Werkstatt eines Meckfelder Schreinermeisters. Erwähnenswert ist die Schnitzfigur einer Anna selbdritt, deren Ursprung nicht bekannt ist.
Eine dreiseitige Empore, gestützt auf sechs hölzerne Säulen, zieht sich durch den Kirchenraum, auf deren Westteil eine Orgel installiert ist. Im Osten befindet sich der Gottesdienstbereich mit einem kubischen Altar in der Mitte, und einem sechseckigen Taufbecken davor.
Jeweils 10 Sitzplätze auf einer einfachen hellholzfarbenen Bankreihe bilden die Bestuhlung mit mindestens sieben Reihen. Über dem Hauptschiff wölbt sich eine tonnenförmige Holzdecke. In den Seitenschiffen ist jeweils eine Stuhlreihe längs der Wände aufgestellt. Das gesamte Innere ist in verschiedenen Blautönen und zarten gelben Farben zurückhaltend-einladend gestaltet. Die Spitzbogen-Fenster sind unbunt.

## Orgel
Die Orgel aus dem Jahr 1849 wurde von August Witzmann gefertigt. Sie verfügt über 20 Register auf zwei Manualen und Pedal, die eine große Klangfülle ermöglichen. 1997/99 erfolgte eine Generalsanierung durch Karl-Heinz Schönfeld (Stadtilm) mit der Rückführung der Stimmung auf den Chorton. Das Instrument wurde am 8. August 1999 wieder geweiht.

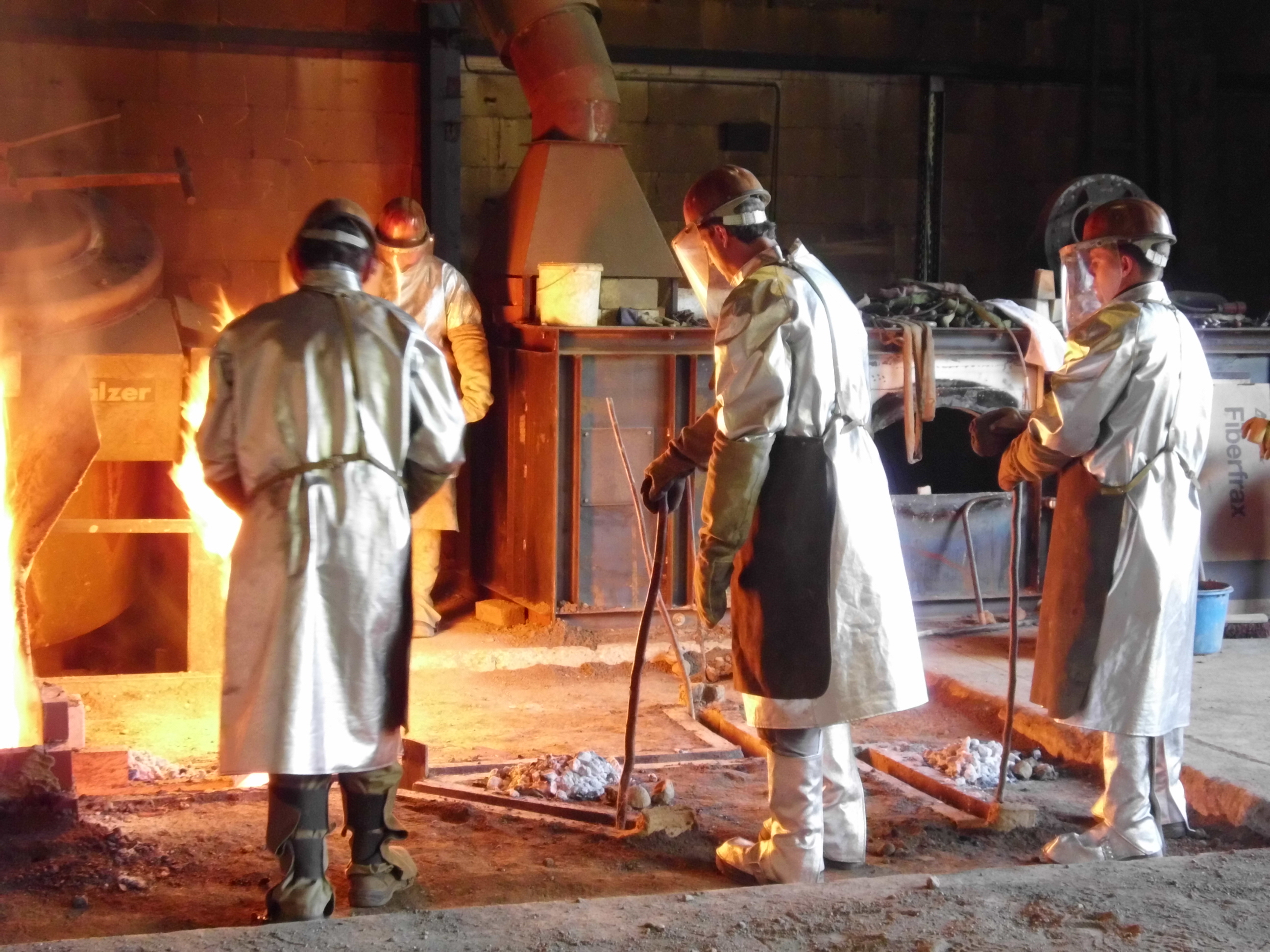
Glockenguss in Maria Laach

## Glocken
Das Gotteshaus erhielt im Jahr 2012 ein neues dreistimmiges Geläut aus Bronze. Es wurde in der Gießerei Maria Laach gegossen und ersetzte die 1918 entstandenen drei Eisenhartgüsse der Firma Schilling & Lattermann (Apolda & Morgenröthe), die wiederum Vorgängerglocken ersetzt hatten, die im Ersten Weltkrieg zu Kriegszwecken eingeschmolzen wurden. Bevor die Bronzeglocken auf den Turm aufgezogen wurden, fand ein Festumzug im Ort statt.